# Torrione Fiorelli
El Torrione Fiorelli es una formación rocosa situada en la cordillera de las Grigne, en Lombardía, Italia. Es una de las estructuras más características de la zona, con una forma imponente que la convierte en un destino popular para escaladores y excursionistas.

## Descripción
El Torrione Fiorelli es una torre de roca caliza que alcanza aproximadamente 2000 metros sobre el nivel del mar. Su estructura vertical y sus paredes escarpadas han sido moldeadas por la erosión durante millones de años. Se encuentra en la región montañosa de las Grigne, una de las áreas más espectaculares del Lago de Como.

## Historia
El nombre del torreón está ligado a un alpinista explorador de la zona. Las primeras ascensiones documentadas se remontan a principios del siglo XX, cuando los alpinistas de Lecco comenzaron a explorar las agujas de las Grigne.
Sin embargo, el interés por las montañas lombardas se remonta a épocas más antiguas. Leonardo da Vinci, durante sus viajes por los Prealpes, estudió la geología de las Grigne y anotó en sus códices la presencia de sedimentos marinos y la particular conformación de las rocas calizas. Su interés por la montaña influyó en los naturalistas posteriores en el estudio de la geología alpina.

## Escalada y senderismo
El Torrione Fiorelli es conocido entre los escaladores por sus rutas técnicas y exigentes. Las paredes de roca caliza compacta ofrecen múltiples vías de ascenso, algunas de ellas con tramos de alta dificultad.
Además de la escalada, la zona es ideal para el senderismo, con rutas que atraviesan las cumbres de las Grigne y ofrecen vistas panorámicas del Lago de Como y los Alpes.

## Geología
La formación del Torrione Fiorelli se remonta al período Mesozoico, cuando la región estaba cubierta por un mar poco profundo. Con el tiempo, los sedimentos marinos se compactaron en roca caliza, que luego fue elevada y modelada por procesos tectónicos y erosivos.